# Red Light (canção)
Red Light é uma canção gravada pelo girl group sul-coreano f(x). Foi lançada como primeiro single do terceiro álbum de estúdio do grupo, Red Light, em 7 de julho de 2014, por meio da SM Entertainment.

## Antecedentes
"Red Light" é uma canção de gênero electronic house com uma forte energia e ritmo. O site Naver descreve a canção como uma "explosão urbana de pouco ritmo, reversão em gênero electrohouse". Liricamente, é simbólico, incitando os ouvintes a parar e reconsiderar o que é realmente importante na vida. O famoso compositor Kenzie, que já trabalhou com f(x) em vários singles, mais notavelmente sua canção de estreia "LA chA TA". Esta marca a terceira faixa-título do grupo escrita por Kenzie , sucedendo "Pinocchio (Danger)" e "Hot Summer". Maegan Cottone, Daniel Ullmann, Bryan Jarett, Allison Kaplan e Sherry St. Germain foram creditados para a música da canção, enquanto a canção foi produzida por Lee Soo-Man e Casper & B. Amber Liu descreveu a dança da música como o "mais apaixonado" e "mais dinâmico", já Luna declarou que o gênero da música é equipado com o seu objetivo de uma imagem um pouco intensa, mas feminino.

## Vídeo musical
O vídeo da música é executado por 3 minutos e 50 segundos. O vídeo da música apresenta vários tiros, movimentos de dança e tiros individuais. Notadamente em fotos individuais dos membros, uma "meia make-up" foram usados por todo o vídeo. O vídeo apresenta quatro conjuntos de dança, tudo em um armazém abandonado. O vídeo começa com um telefone tocando sem resposta, Krystal queima um livro e um gato com olhos azuis e amarelos (desde que o grupo usou o gato como sua imagem principal para o lançamento da canção) também aparece. Assim que a música começa, ele apresenta a coreografia e inúmeras fotos individuais em vários efeitos da música. A maioria das fotos individuais notáveis foram os membros caminhando em direção à câmera, que escapam e tiros deles no mundo exterior. Os membros foram vistos com novo penteado: Victoria com um longo cabelo preto com a franja no lado (embora haja cenas em que ela é vista usando uma peruca de cabelo curto com franja), Amber com o cabelo curto marrom (mas no vídeo ela aparece principalmente com o cabelo vermelho), Luna com um cabelo curto azul, Sulli com longos cabelos castanhos, e Krystal com o cabelo comprido e loiro.

## Incidente
Foi relatado que a emissora sul-coreana KBS decidiu que "Red Light" era inapta para a transmissão. O motivo para a decisão é que a letra de "Red Light" menciona uma marca específica: empresa de fabricação de equipamentos pesados conhecida como Caterpillar. Em resposta a isso, a SM Entertainment modificou a letra específica para o seu equivalente coreano (embora agora também pode significar "órbita ilimitada" em vez de "lagarta"), redimindo a canção válida para a transmissão. Outras emissoras de TV, como Inkigayo da SBS, Show Champion da MBC e M! Countdown da Mnet, permitiram a transmissão da música com sua letra original.

## Recepção
A Fuse TV descreveu f(x) como um dos principais descolados do K-pop com seu novo single, tendo o seu vídeo musical atingindo mais de 2 milhões de visualizações no YouTube no primeiro dia.
Embora existam algumas críticas mistas sobre o conceito escuro e misterioso do álbum, f(x) discutiu que eles próprios como novos desafios e não acham este retorno "difícil". Krystal ainda acrescentou que ela gosta desse conceito atual, porque muitas vezes são-lhe dados papéis bonitos, mas só desta vez ela queria algo que pudesse fazê-la parecer mais escura e diferente. "Red Light" superou todas as nove paradas musicais na Coreia do Sul. Outras faixas como “Milk”, “All Night”, “Butterfly”, “Paper Heart” e “Rainbow”, também pegou pontos no top 10 no gráficos Genie, Olleh e Bugs. Red Light é do gênero electronic house com a mensagem significativa de se parar um pouco, em seguida, pode-se desfrutar as coisas preciosas da vida.
A canção "Red Light" foi escolhida pela Fuse TV para ser uma das 15 indicações para o hino do verão de 2014.

## Atividades promocionais
O grupo realizou sua primeira volta aos palcos no dia 3 de julho de 2014 no M! Countdown, realizando o single "Red Light". Posteriormente, elas continuaram a sua promoção no Music Bank,
Music Core, onde estreou outra canção, "All Night", bem como Inkigayo.
Por outro lado, durante o período promocional, a integrante Sulli pegou com um resfriado e, portanto, teve que se ausentar por algumas de suas performances em grupo.

## Créditos
| - f(x) - Vocais - Victoria - vocais de liderança, vocais de fundo - Amber - vocais, vocais de fundo, rap - Luna - principais vocais, vocais de fundo - Sulli - vocais, vocais de fundo, rap - Krystal - principais vocais, vocais de fundo - Maegan Cottone - principais vocais (versão demo), música | - Kenzie - composição - Lee Soo-man - produção - Casper & B - produção, música - Daniel Ullmann - música - Bryan Jarett - música - Allison Kaplan - música - Sherry St. Germain - música |

## Desempenho nas paradas
| Gráfico                             | Melhores posições |
| ----------------------------------- | ----------------- |
| Gaon Weekly Singles chart           | 2                 |
| Gaon Monthly Singles chart          | 9                 |
| Gaon Weekly Streaming Singles chart | 8                 |
| Gaon Weekly Download Singles chart  | 2                 |
| Gaon Background Music chart         | 6                 |
| Gaon Mobile Ringtone chart          | 23                |
| Billboard K-Pop Hot 100             | 3                 |